# Newark Catholic High School
Newark Catholic es un colegio privado, católico y mixto en Newark, Ohio en Licking County. Es operado por la Diócesis de Columbus.

## Declaración de Misión
Newark Catholic High School está comprometido a ofrecer un ambiente para que los estudiantes crezcan en su fe católica; ampliar sus conocimientos y compartir su talento al servicio de los demás. Rico de tradición, pero sensitivo de cambiar, Newark Catholic High School se dedica a educar a sus estudiantes para llegar a ser miembros más sensitivos, competentes, y responsables de sus familias, iglesias, comunidad y mundo.

## Ohio High School Athletic AssociationCampeonatos del Estado
- Fútbol americano - 1978,1982,1984,1985,1986,1987,1991,2007 (Segundo más de la historia de OHSAA)[1]
- Béisbol - 1988,1989,2002,2003,2004,2006[2]
- Track de las chicas - 1987[3]
- Voleibol de las chicas - 1979,1980,1982,1983,1984,1988,1989,2004[3]
- Baloncesto de las chicas – 1984[4]